# Olof Thulin (präst i Lunds stift)
Olof Wilhelm Thulin, född den 18 november 1827 i Höja församling, Kristianstads län, död den 16 december 1909 i Välinge församling, Malmöhus län, var en svensk präst. Han var far till Gabriel, Carl och Josef Thulin.
Thulin blev student vid Lunds universitet 1847 och promoverades till filosofie magister 1850. Han blev adjunkt vid högre allmänna läroverket i Helsingborg 1857. Efter prästvigningen 1866 blev Thulin kyrkoherde i Välinge och Kattarp 1871. Han utgav predikningar. Thulin blev ledamot av Nordstjärneorden 1899. Han vilar på Välinge kyrkogård.